# Chaber barwny
Chaber barwny (Centaurea triumfettii All.) – gatunek rośliny z rodziny astrowatych (Asteraceae).

## Rozmieszczenie geograficzne
Rodzimy zasięg występowania to środkowa i południowa Europa, Afryka Północna (Egipt, Maroko), Azja Zachodnia i Kaukaz. W Polsce jest rzadki i występuje wyłącznie w Pieninach i to tylko w Pieninach Centralnych. Występuje również na Bystrzyku, który w podziale geograficznym zwykle włączany jest do Małych Pienin, jednakże pod względem geobotanicznym należy on również do Pienin Centralnych. Niektórzy autorzy czescy podają, że występuje również poza Pieninami.

## Morfologia

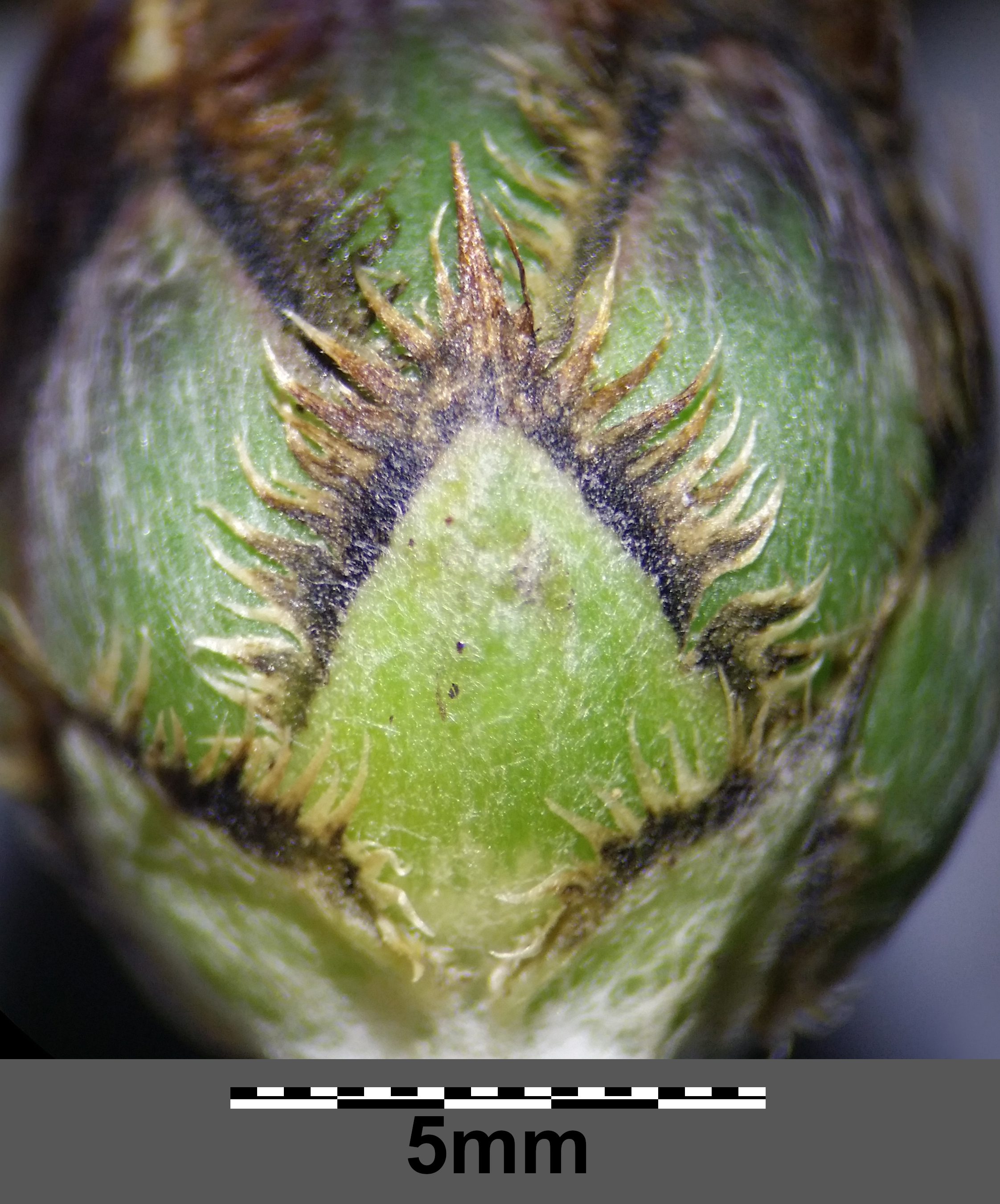
Listek okrywy koszyczka

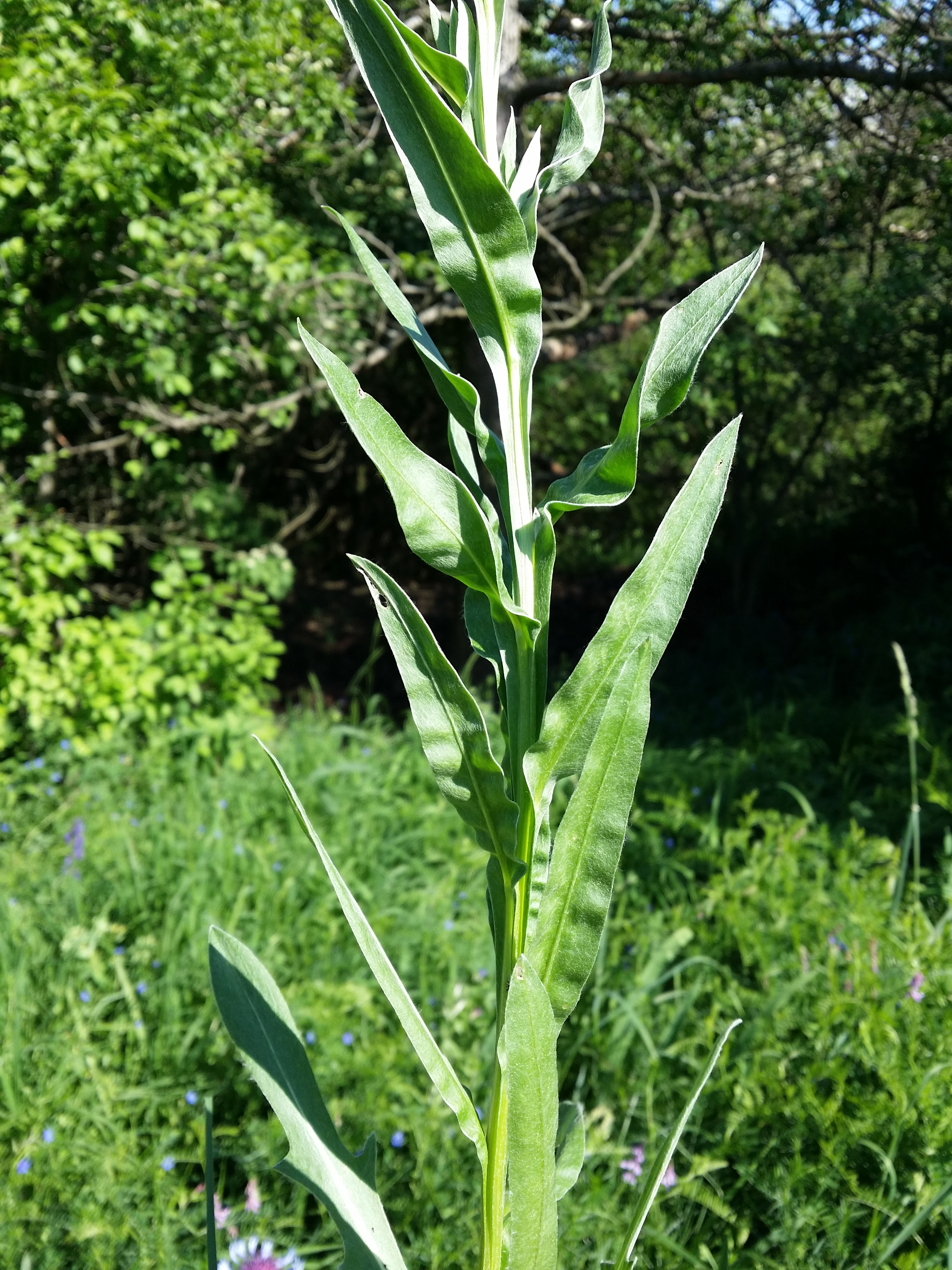
Liście

ŁodygaWzniesiona o wysokości od 80 cm, cała białowełnista lub pajęczynowata. Występująca w Polsce odmiana pienińska osiągają wysokość do 40 cm. Posiada krótkie i pełzające kłącze bez rozłogów, z którego wyrasta po kilka łodyg.
LiściePodługowate, wąskolancetowate lub szerokolancetowate. U występującej w Polsce odmiany są gęstosrebrzyście owłosione i krótko, lecz bardzo szeroko zbiegające po łodydze.
KwiatyZebrane w koszyczek. Zewnętrzne kwiaty w koszyczku to kwiaty języczkowe, obupłciowe, purpurowoniebieskie o koronie podzielonej na równowąskie łatki. Wewnątrz koszyczka kwiaty rurkowate, purpurowe, o długości 20–40 mm. U odmiany pienińskiej listki okrywy z frędzlami na brzegu, górą białawe i lśniące.
OwocDrobno omszone eliptyczne niełupki o długości 4–5 mm z puchem kielichowym o długości 1–1,5 mm.

## Biologia i ekologia
Bylina, hemikryptofit. W Pieninach rośnie w murawach naskalnych w szczelinach skał i na półkach, głównie na dobrze naświetlonych stanowiskach. Kwitnie od czerwca do sierpnia. Gatunek charakterystyczny dla Ass. Dendranthemo-Seslerietum. Liczba chromosomów 2n = 22, 44 Ga 2, 4, 5, 6.

## Zmienność
Gatunek bardzo zmienny morfologicznie.  W Polsce występuje tylko odmiana pienińska (var. pieninica), która przez polskich botaników jest uważana za endemit pieniński. Wyróżniono w jego obrębie wiele podgatunków i odmian, jednakże według nowszych ujęć taksonomicznych obecnie wszystkie one uznane zostały za synonim formy typowej.

## Zagrożenia i ochrona
Według klasyfikacji IUCN z 2001 gatunek narażony na wyginięcie. Roślina umieszczona na Czerwonej liście roślin i grzybów Polski pośród gatunków rzadkich, potencjalnie zagrożonych (kategoria zagrożenia: R). Znajduje się także w Polskiej Czerwonej Księdze Roślin w kategorii VU (narażony). W Polsce występuje wyłącznie na obszarze Pienińskiego Parku Narodowego. Nie jest specjalnie zagrożony naturalną sukcesją ekologiczną, gdyż występuje na murawach o dużej stabilności. Jedynie okazy rosnące przy szlakach turystycznych mogą być niszczone przez turystów. 
Jest również uprawiany w ogródkach przy Pawilonie Pienińskiego Parku Narodowego w Sromowcach Niżnych.